# Kulturradion
Kulturradion är ett tidigare namn för Sveriges Radios kulturredaktion, och användes i olika former fram till och med 2015. De riktar sig till den som är intresserad av författarskap, film, kultur och samhällsfrågor i övrigt. Kulturradion producerade både längre och kortare program i radiokanalen P1, bland andra Kino, Nya Vågen, K1 & K2, Kosmo, Biblioteket och Klassikern (som alltjämt finns kvar).  
Sveriges Radios Kulturredaktion har fasta medarbetare i Stockholm, Göteborg, Malmö, Umeå, Luleå och Jönköping och producerar idag bland annat Kulturnytt, ett nyhetsprogram om kultur i P1, P2 och P4. 18 januari 2016 lanserades P1 Kultur, det första dagliga fördjupande kulturmagasinet i svensk public service där också OBS ingår. Redaktionen gör också Lundströms Bokradio och Filosofiska rummet.

## Tidigare program i Kulturradion
- I programmet Biblioteket lästes och diskuterades böcker tillsammans med inbjudna gäster. Inslaget Bokcirkeln ingår numera i Lundströms Bokradio.
- Nya Vågen handlade om debatt och kritik, och ersattes 2014 av programmen Kritiken och OBS Magasin.
- K1 & K2 var programtitlar för kulturdokumentärer med skiftande ämnen i så kallad gestaltad radio, där lyssnaren introducerades till kulturella genrer, olika kultursfärer och konstnärskap.
- På fredagarna sändes Kino fram till och med 2015, ett program om film, TV, och Internet.
- På lördagar sändes fram till och med 2013 det internationellt inriktade kulturmagasinet Kosmo där kultur och samhällsfrågor togs upp till diskussion. Under lördagar sänds också Klassikern där man diskuterar och gör nedslag i klassiska kulturfenomen.

## Priser
Kulturredaktionen delar årligen ut Sveriges Radios lyrikpris på 30 000 svenska kronor. Man delar årligen även ut Sveriges Radios romanpris till en framstående svensk roman från det gångna årets produktion.